# 193 f.Kr.

## Händelser

### Efter plats

#### Grekland
- Eumenes II av Pergamon vädjar till Rom om hjälp mot den seleukidiske kungen Antiochos III, som hotar att erövra Grekland. Den romerske prokonsuln Titus Quinctius Flamininus stöder den romerska linjen med grekisk autonomi i Anatolien.
- Flamininus skickas att förhandla med Antiochos III och varnar honom för att ingripa i Grekland. Antiochos anser inte, att Flamininus har auktoritet att föra grekernas talan och lovar att lämna Grekland ifred bara om romarna gör detsamma.
- Flamininus försöker samla grekerna mot Antiochos III och tackla aitoliernas proseleukidiska politik. När aitolierna ber Antiochos III om hjälp övertalar Flamininus det achaiska förbundet att förklara krig mot båda parter. Han hindrar också Filopoimen från att ta Sparta.
- Under tiden marscherar den spartanske härskaren Nabis för att återta förlorat territorium, inklusive Gythion.
- Karneiades från Kyrene flyttar till Aten för att grunda den tredje (även känd som den nya) akademin.

#### Egypten
- Antiochos III:s och Laodikes dotter Kleopatra I Syra gifter sig med den egyptiske kungen Ptolemaios V Epifanes.

## Avlidna
- Xiao He, premiärminister för den tidiga Handynastin i Kina, som har varit en nyckelperson i Liu Bangs väg till makten efter Qindynastins fall